# Southern Railway (Wielka Brytania)
Southern Railway (SR) – brytyjskie przedsiębiorstwo kolejowe istniejące w latach 1923–1947, spółka publiczna. Była to najmniejsza spośród czterech spółek kolejowych wówczas działających w Wielkiej Brytanii, zbiorczo określanych mianem „wielkiej czwórki” (Big Four). Prowadziła działalność na terenie południowej Anglii.

## Historia
Spółka powstała 1 stycznia 1923 roku na mocy ustawy brytyjskiego parlamentu (Railways Act 1921), która przewidywała racjonalizację mocno rozczłonkowanego wówczas rynku kolejowego poprzez połączenie 120 ówczesnych przedsiębiorstw kolejowych w cztery większe spółki. Głównym zamierzeniem była poprawa rentowności całego systemu poprzez redukcję nadmiarowej infrastruktury, dotychczas utrzymywanej osobno przez każdego z rywalizujących ze sobą przewoźników, a także ujednolicenie taryf przewozowych.
Przedsiębiorstwo powstało w wyniku połączenia 19 spółek kolejowych, z których największymi były London and South Western Railway, London, Brighton and South Coast Railway oraz South Eastern and Chatham Railway. Sieć kolejowa należąca do Southern Railway obejmowała południową Anglię, w tym linie kolejowe z Londynu do portów i kurortów nadmorskich, m.in. Southampton, Portsmouth, Brighton i Bournemouth. W części wschodniej spółka była de facto monopolistą, w części zachodniej (linia kolejowa do Exeteru i Plymouth) konkurowała z Great Western Railway. Spółka zarządzała gęstą siatką linii podmiejskich w południowym Londynie, a także siedmioma spośród głównych dworców londyńskich (Waterloo, Victoria, London Bridge, Charing Cross, Cannon Street, Blackfriars, Holborn Viaduct).
Choć Southern Railway prowadziło zarówno przewozy pasażerskie, jak i towarowe, te ostatnie odgrywały znacznie mniejszą rolę niż w przypadku innych ówczesnych spółek kolejowych. Około 3/4 przychodów przedsiębiorstwa pochodziło z przewozu pasażerów. Poza przewozami kolejowymi spółka zarządzała także flotą statków pasażerskich, realizujących połączenia promowe na wyspę Wight, na Wyspy Normandzkie oraz do Francji. W 1936 roku przedsiębiorstwo uruchomiło pierwsze bezpośrednie połączenie kolejowe Londyn–Paryż, z wykorzystaniem promów kolejowych.
Przedsiębiorstwo realizowało szeroko zakrojony program elektryfikacji, na znacznie większą skalę niż konkurenci, wstrzymany wraz z wybuchem II wojny światowej. Do końca lat 30. XX wieku znaczna część przewozów pasażerskich, zarówno podmiejskich jak i dalekobieżnych, była realizowana z użyciem elektrycznych zespołów trakcyjnych. Region południowo-wschodni kolei brytyjskich do dzisiaj pozostaje najbardziej zelektryfikowanym w kraju. Znajduje się tu największa na świecie sieć wykorzystująca technikę trzeciej szyny, która to obrana została przez zarząd Southern Railway.
Po II wojnie światowej w Wielkiej Brytanii przeprowadzono nacjonalizację transportu kolejowego. W jej ramach 1 stycznia 1948 roku Southern Railway, podobnie jak reszta „wielkiej czwórki”, stała się częścią nowo utworzonej spółki państwowej British Railways.

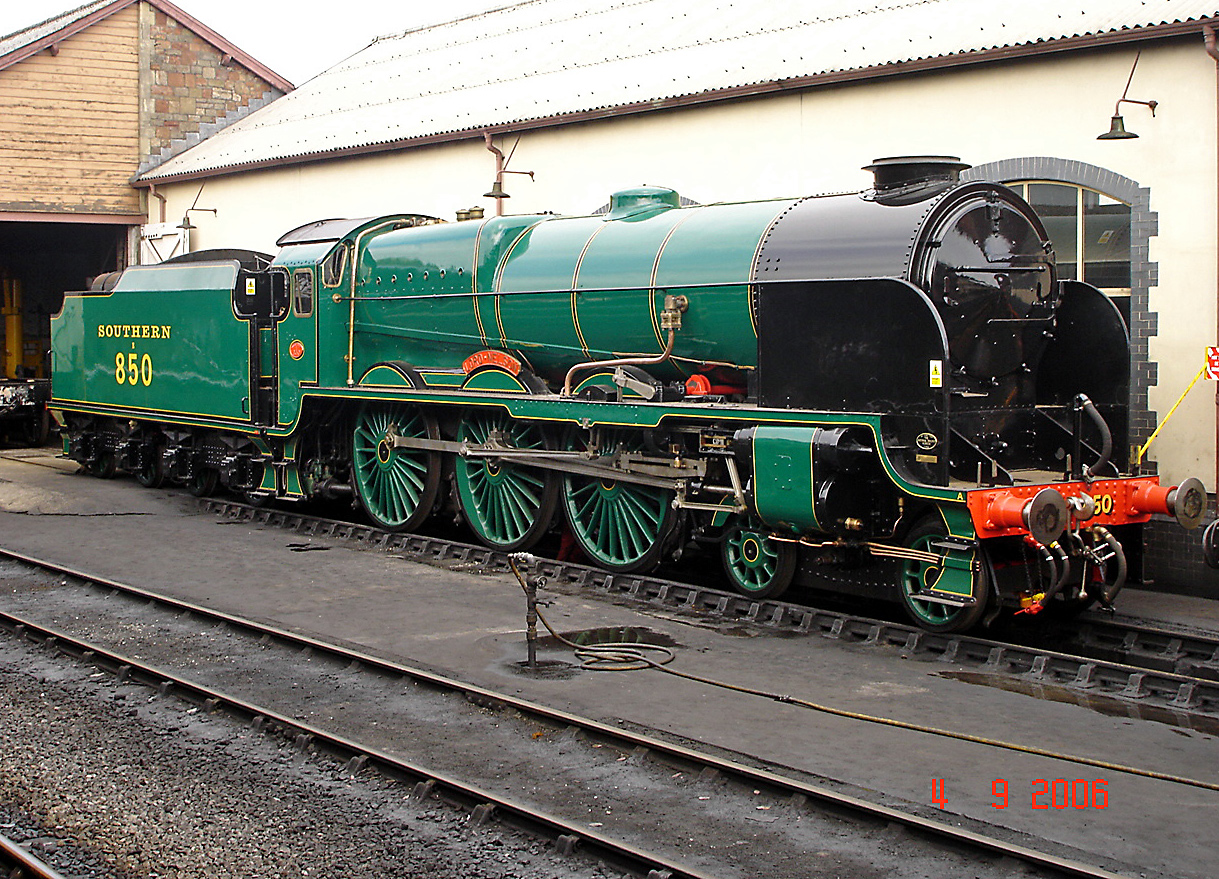
Zabytkowa lokomotywa „Lord Nelson”(inne języki) w barwach Southern Railway
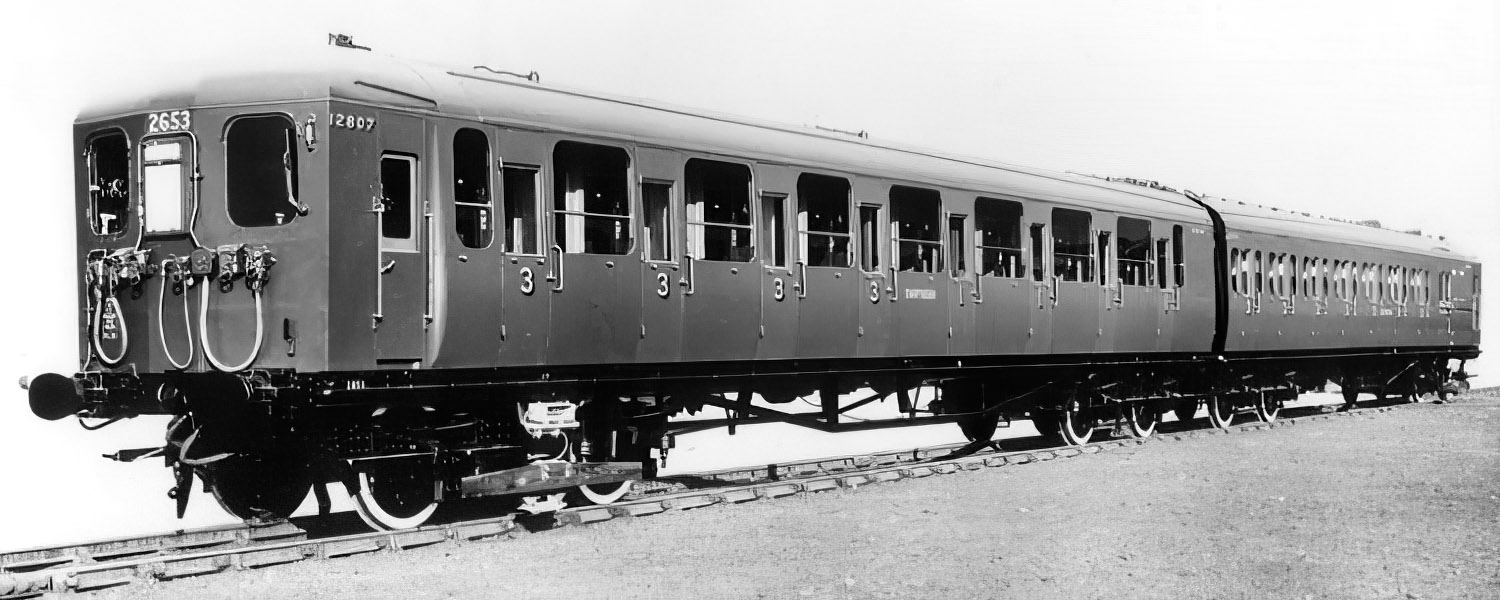
Elektryczny zespół trakcyjny klasy 2-HAL(inne języki) (1938)
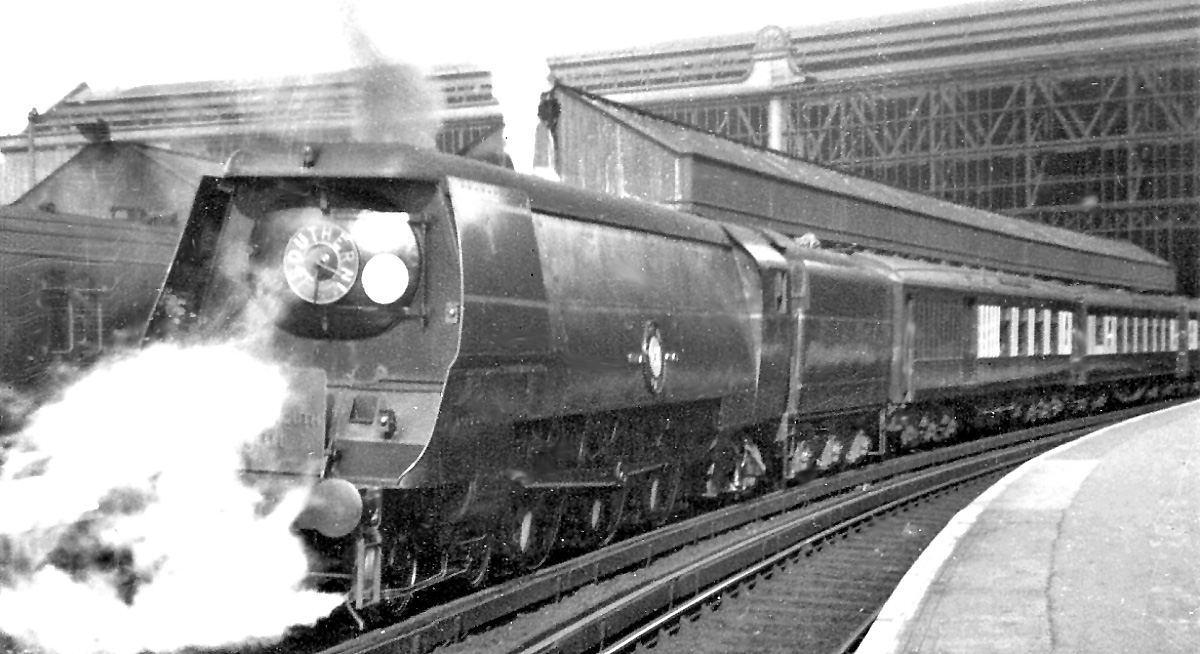
Pociąg ciągnięty przez lokomotywę klasy Merchant Navy(inne języki) na dworcu Waterloo (1946)